# St. Leonhard (metropolitana di Norimberga)
La stazione di St. Leonhard è una stazione della metropolitana di Norimberga, posta sulla linea U2.

## Storia
La stazione di St. Leonhard venne attivata il 28 gennaio 1984, come parte della tratta da Plärrer a Schweinau.